# Parque Estadual da Serra Furada
Der Parque Estadual da Serra Furada ist ein Naturschutzgebiet im Südosten des Bundesstaats Santa Catarina in Süd-Brasilien. Er befindet sich auf dem Gebiet der Orte Orleans und Grão-Pará.
Er wurde am 20. Juli 1980 geschaffen und hat eine Fläche von 1330 ha. Es wird eine atemberaubende Berglandschaft mit schroffen Tälern und Steilhängen und das dazugehörige Stück Regenwald der Mata Atlântica geschützt.